# RWD-5
RWD-5 byl polský turistický a sportovní letoun z roku 1931, dvoumístný hornokřídlý jednoplošník zkonstruovaný týmem RWD. Letoun se proslavil transatlantickým letem, kdy jako nejmenší letoun překonal Atlantik.

## Vznik a vývoj
Letoun RWD-5 byl první stavbou konstrukčního týmu RWD (Stanisław Rogalski , Stanisław Wigura a Jerzy Drzewiecki) vytvořeného v nové společnosti DWL v Okęci. RWD-5 byl dalším vývojovým stupněm řady dřívějších letadel RWD-1, 2, 3 a 7, zejména bezprostředního předchůdce RWD-4. Sdílel s nimi konstrukci a stejný tvar křídla. Konstrukce prototypu byla zahájena na podzim roku 1930.
První prototyp (imatrikulace SP-AGJ) poprvé vzlétl 7. srpna 1931 z letiště Okęcie a pilotoval jej Jerzy Drzewiecki, jeho designer. Letoun byl postaven v nových dílnách letecké sekce Varšavské technické univerzity poblíž letiště Okęcie. V roce 1932 byl letoun RWD-5 představen světové veřejnosti na Mezinárodní letecké výstavě v Paříži (pařížský aerosalon).
Po úspěchu prototypu v leteckých soutěžích byla zahájena malosériová výroba, převážně pro polský aeroklub. Sériová letadla měla vylepšený podvozek. V roce 1932 byly postaveny dva letouny pro Varšavský letecký klub (imatrikulace SP-AJA a AJB). Výroba těchto dvou letadel byla finančně podpořena polskými železničáři, a proto letouny dostaly jména Kolejarz I a II (Železničář I a II). Od roku 1933 byla výroba převedena do nově vzniklé společnosti Doświadczalne Warsztaty Lotnicze (DWL) a postupně tam bylo vyrobeno 5 letounů v roce 1933 (včetně jednosedadlového RWD-5 bis), 11 v roce 1934 (včetně jednoho v dílnách Lublinského leteckého klubu, Lubelski Klub Lotniczy). Letouny postavené 1933 a 1934 v DWL byly imatrikulovány jako: SP-ARP, -AKZ, -AJP, -AJU, -LOP, -LOT, -ALN, -ALR, -ALS, -ALT, -ALU, -ALW, - ALY, - ALZ, -ALX, -AMU, -AOB. Poslední letoun byl vyroben v roce 1937 (SP-BGX). Celkem bylo vyrobeno 20 letadel.
Jako sportovní letoun byl pozdějších letech nahrazován jeho nástupcem, letounem RWD-13.
Po roce 2000 byla postavena replika tohoto letounu s motorem M332A (LOM Praha), označená jako RWD-5R "Stanisław Skarżyński". Létala s imatrikulací SP-LOT (tuto imatrikulaci měl původně letoun-aerotaxi polských aerolinií LOT). Letoun havaroval 1. září 2018, kdy narazil na dopravní značku během vzletu v oblasti křižovatky ulic Zwardońska a Lotnicza poblíž polského letiště Aleksandrowice (Bílsko-Bělá). Na palubě byl 59letý pilot a 70letý cestující. Oba zůstali nezraněni, avšak letoun byl dalšího letu neschopný.

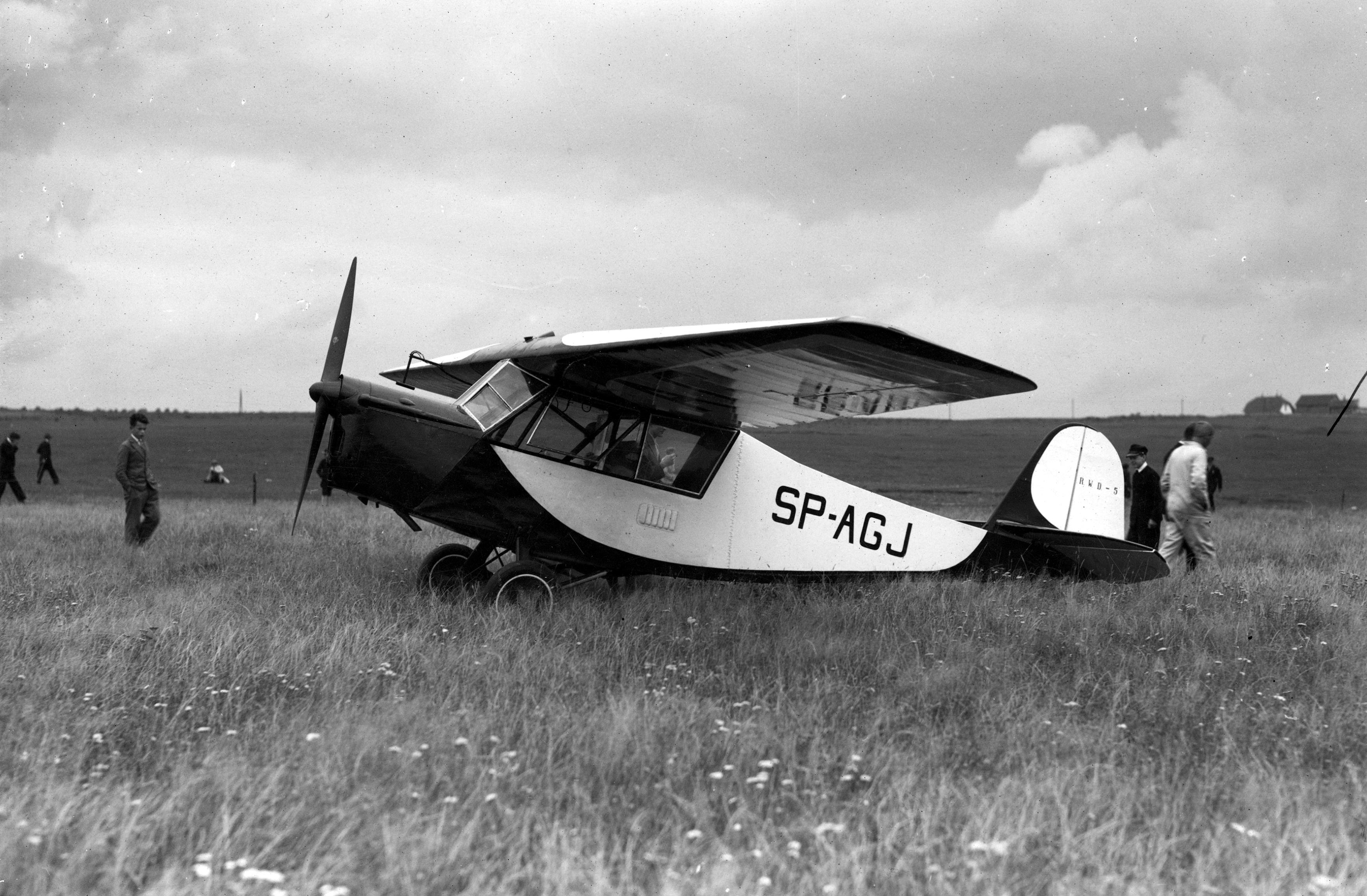
RWD-5, prototyp (SP-AGJ)

## Popis letounu
Dvousedadlové turistické a sportovní letadlo, samonosný hornoplošník smíšené konstrukce ocel-dřevo. Trup byl svařen z ocelových trubek, vyztužen panely ze dřeva a potažen částečně překližkou a částečně plátnem. Trup měl trapézový průřez. Krytá, bohatě prosklená s panoramatickým čelním sklem, dvoumístná kabina měla sedadla pilotů v tandemovém uspořádání. Řízení zdvojené. Do kabiny byl přístup dvěma dvířky na pravé straně trupu. Ploché palivové nádrže. Pevný, klasický podvozek měl kapotovaná kola s tlumiči podvozkových noh a vzadu s kluznou patkou na ostruze.
Motor byl umístěn v přední části trupu a byl stíněn hliníkovým plechem. Vrtule byla dvoulistá masivního dřeva s pevnými listy. Na letounu byly použity různé motory. Prototyp byl poháněn čtyřválcovým řadovým vzduchem chlazeným motorem Cirrus Hermes IIIB, s nominálním výkonem 105 k/77 kW koní a vzletovým 115 k/85 kW. Další letouny byly osazeny řadovými čtyřválci: Cirus Hermes IV (jmenovitý výkon 120 k/88 kW, vzletový 130 k/96 kW), de Havilland Gipsy III (jmenovitý výkon 120k/88 kW) anebo čtyřválcovým invertním vzduchem chlazeným Walter Junior 4-I resp. licencí tohoto motoru PZInż. Junior (jmenovitý výkon 105 k/77 kW, vzletový 120 k/88 kW).
Model RWD-5bis, který byl použit k přeletu Atlantiku, měl motor de Havilland Gipsy Major s nominálním výkonem 120 k/88 kW a vzletovým 130 k/96 kW.

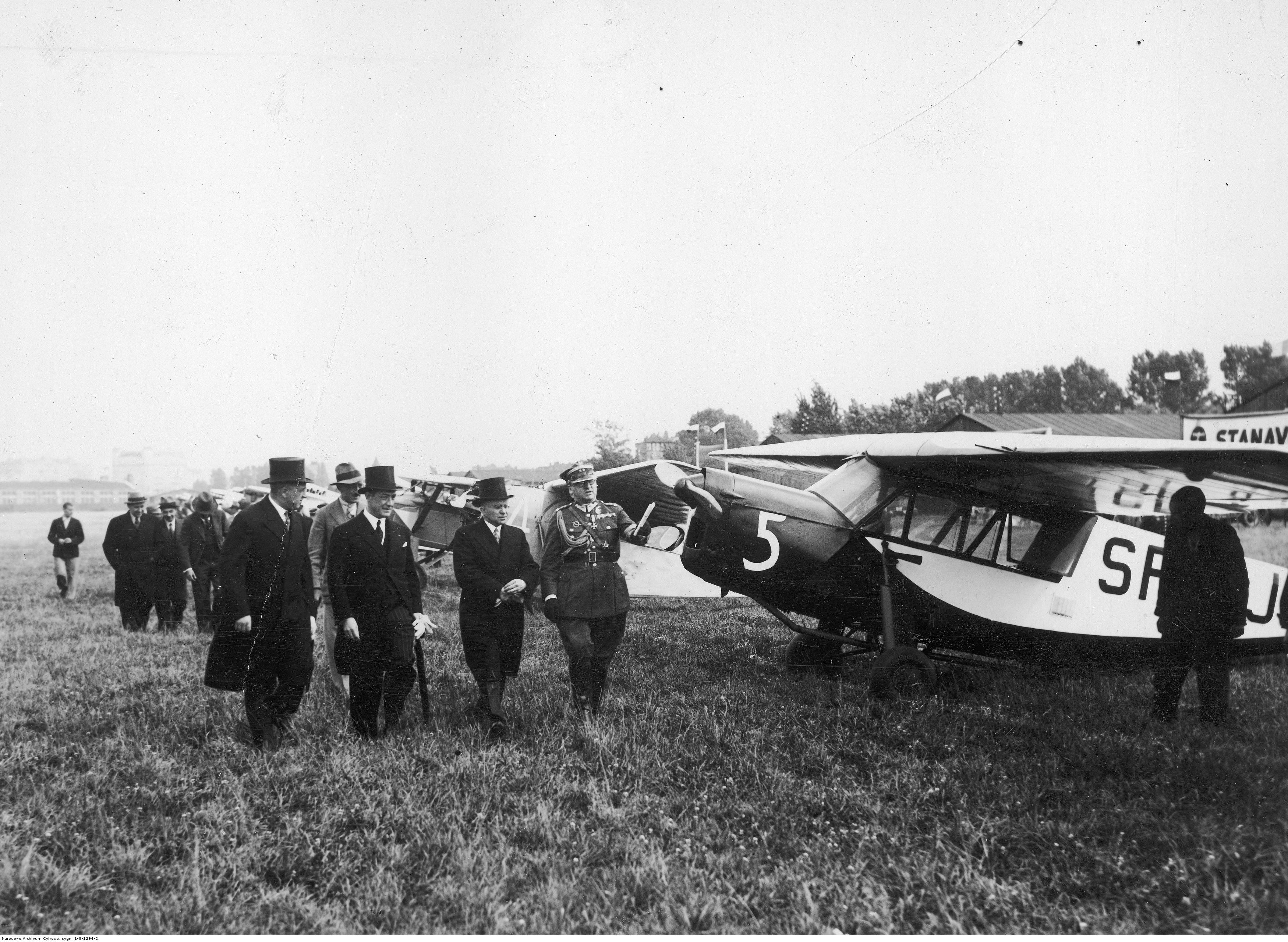
Prohlídka letadel během 5. národní soutěže turistických letadel - RWD-5 první zprava (st. č. 5)

## Použití
RWD-5 byly používány pro výcvik v aeroklubech. Letadlo s imatrikulací SP-LOT bylo používáno v letecké společnosti LOT jako aerotaxi a letadlo s imatrikulací SP-LOP v polovojenské organizaci LOPP bylo využíváno jeho ředitelstvím.
Letouny RWD-5 byly od roku 1931 použity na mnoha tuzemských a několika zahraničních sportovních akcích, kde dosáhly velmi dobrých výsledků. Již 7. srpna 1931 prototyp s pilotem Mieczysławem Pronaszkem zvítězil na 3. ročníku Letu jihozápadního Polska. Koncem září (25. září -1. října 1931) uspořádal polský aeroklub (Aeroklub R. P.) za pomoci fondů LOPP IV. ročník národní soutěže turistických letadel (IV Krajowy Konkurs Samolotów Turystycznych w Warszawie). Na trati 2600 km dlouhé přes 21 letišť posádka por. Franciszka Żwirka a ing. Stanisława Wigury v soutěži zvítězila z 22 přihlášených a z 19 zúčastněných strojů. V 5. ročníku (1933) národní soutěže turistických letadel se účastnily 3 letouny RWD-5. Pilot Pronaszko s motorem Hermes IV zvítězil a další dva letouny s motory Hermes IIB obsadily 4. a 5. místo.

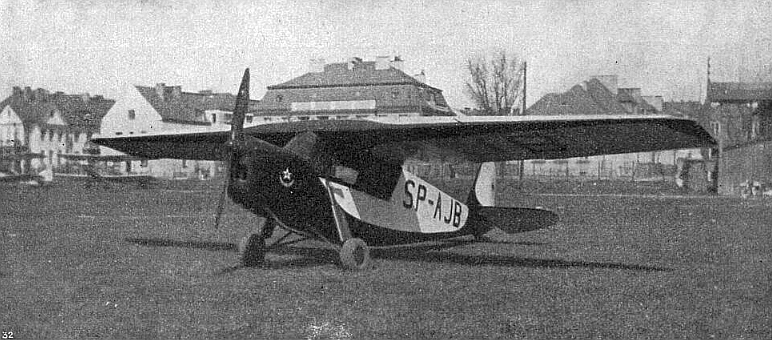
RWD-5 (SP-AJB), úspěšný letoun na Rally Alžír-Maroko

V mezinárodním měřítku byl letoun úspěšný v dubnu 1933 na rallye Okolo Alžírska a Maroka (Tour of Algeria and Morroco). Letoun Kolejarz II s motorem Cirrus Hermes (SP-AJB) za pilotáže kpt. Roberta Hirschbandta s navigátorem pplk. B. Kwiecińskim zvládl trasu v délce 11 389 km (i s cestou z Varšavy) a na závěrečném mítinku akce Casablance pilot obdržel Foreigners Prize (Cenu cizincům, pohár pro nejlepší výkon cizího letadla).
Před rokem 1939 byly 3 letouny z polského rejstříky vymazány. V roce 1939 před vypuknutím války byly některé letouny RWD-5 "mobilizovány" polským letectvem. Z období německo-sovětské invaze do Polska jsou informace pouze o některých letounech:
- SP-ALR byl mobilizován dne 30. srpna 1939. V rámci styčné čety č. 6 provedl několik bojových letů a poté byl převzat Wehrmachtem
- SP-ALX byl evakuován z Lodže 2. nebo 3. září na letiště Grójec (jižně Varšavy). Mezi 9. a 12. zářím 1939 s ním kpr. rez. Zygmunt Michalak provedl několik letů
- SP-ALZ létal jako součást styčné čety č. 10. Letoun byl 10. září 1939 po provedení dvou letů sestřelen. Posádka však přežila
- SP-AJU "Amerykanka" evakuována do Lvova, při invazi Sovětského svazu do Polska byl letoun zajat, stal se trofejí Rudé armády
- SP-AJB ze štábní výcvikové letky byl evakuován 20. září 1939 z Varšavy. Pilot byl mjr. Eugeniusz Wyrwicki.[10]

## Let přes Atlantik

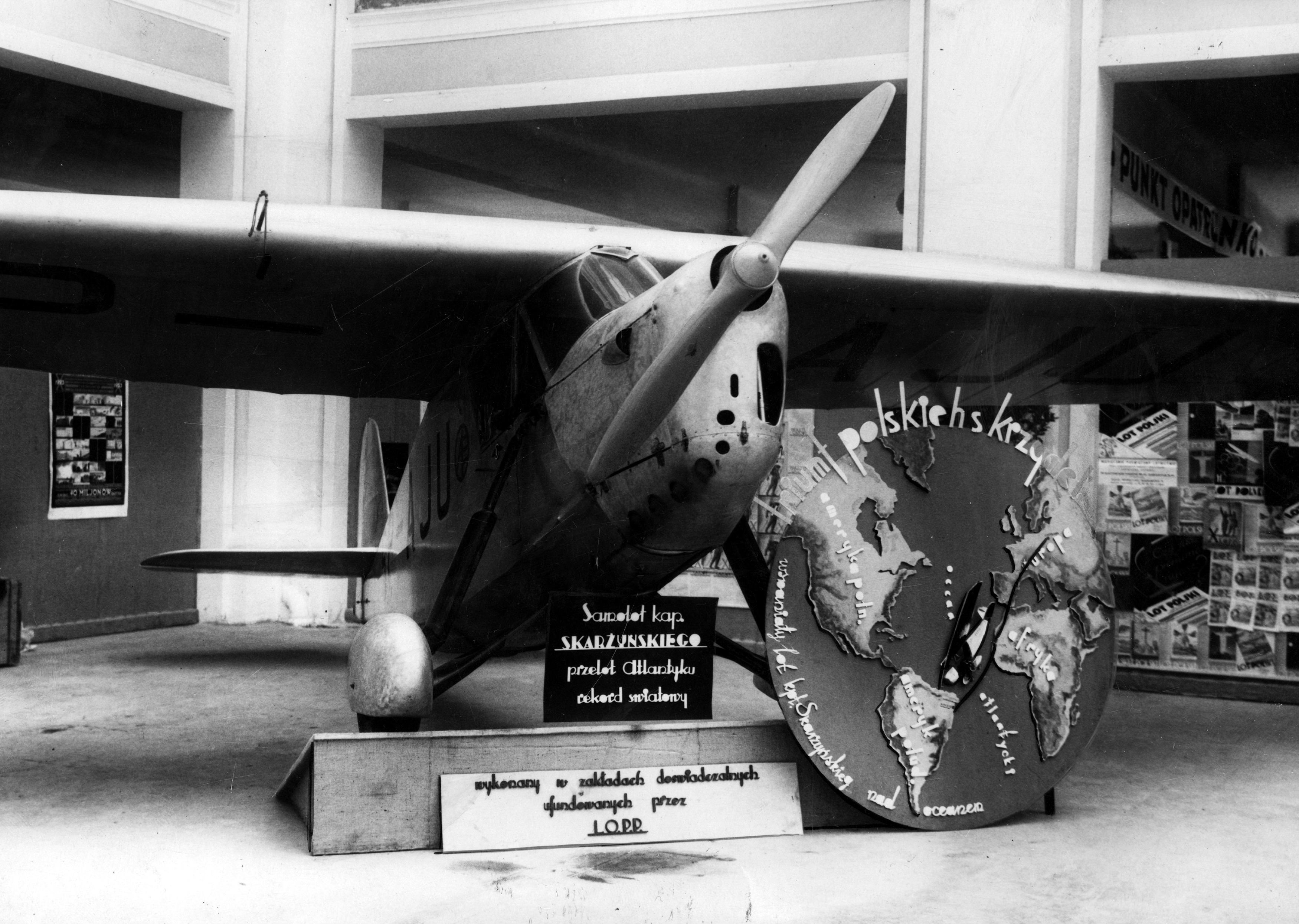
RWD-5bis, letoun kpt. Stanislawa Skarżyńskiego

V březnu 1933 byla postavena pro polovojenskou organizaci LOPP (Liga Obrony Powietrznej i Przeciwgazowej) speciální jednosedadlová varianta RWD-5, označená RWD-5bis (Amerykanka) s imatrikulací SP-AJU. V místě druhého pilota v zadní části kabiny byla odstraněna okna a byla zde instalována další palivová nádrž o objemu 300 l a v křídlech další dvě nádrže o objemu 113 l, čímž se celková kapacita nádrží zvýšila na objem 752 l. Vzletová hmotnost tak stoupla na 1 100 kg a dolet byl prodloužen na 5 000 km. Nosná plocha křídla byla zvětšena na 15,5 m2 a výška letounu se snížila o 5 cm na 2,0 m. Maximální rychlost 210 km/h.
Na tomto letounu pilot kpt. Stanisław Skarżyński mezi 27. dubnem a 24. červnem 1933 vykonal let v celkové délce 17 885 km na trase z Varšavy do Rio de Janeira . Během této cesty 7.-8. května 1933 provedl vlastní rekordní let nad jižním Atlantikem z Saint Louis v Senegalu do brazilského Maceia. Let trval 20 hodin 30 minut, z toho 17 hodin 15 minut nad oceánem. S hodnotou délky letu 3 582 km stanovil světový rekord FAI na vzdálenost v přímé linii ve třídě turistických letadel o hmotnosti do 450 kg.
V případě RWD-5bis se jednalo v té době o nejmenší letadlo, které kdy přeletělo Atlantský oceán. Letadlo nemělo kvůli hmotnosti žádné rádiové ani bezpečnostní vybavení. Letoun se vrátil 27. července do Evropy lodí Avila Star. Po sestavení odletěl 30. července z přístavního města Boulogne-sur-Mer do Lodže a potom 2. srpna do Varšavy. Po rekordním letu byl tento letoun přestavěn na dvoumístný a byly z něho demontovány přídavné, palivové nádrže. Kpt. Stanisław Skarżyński byl povýšen do hodnosti majora. V září 1939 byl letoun ve Lvově zajat Rudou armádou, při invazi Sovětského svazu do Polska.

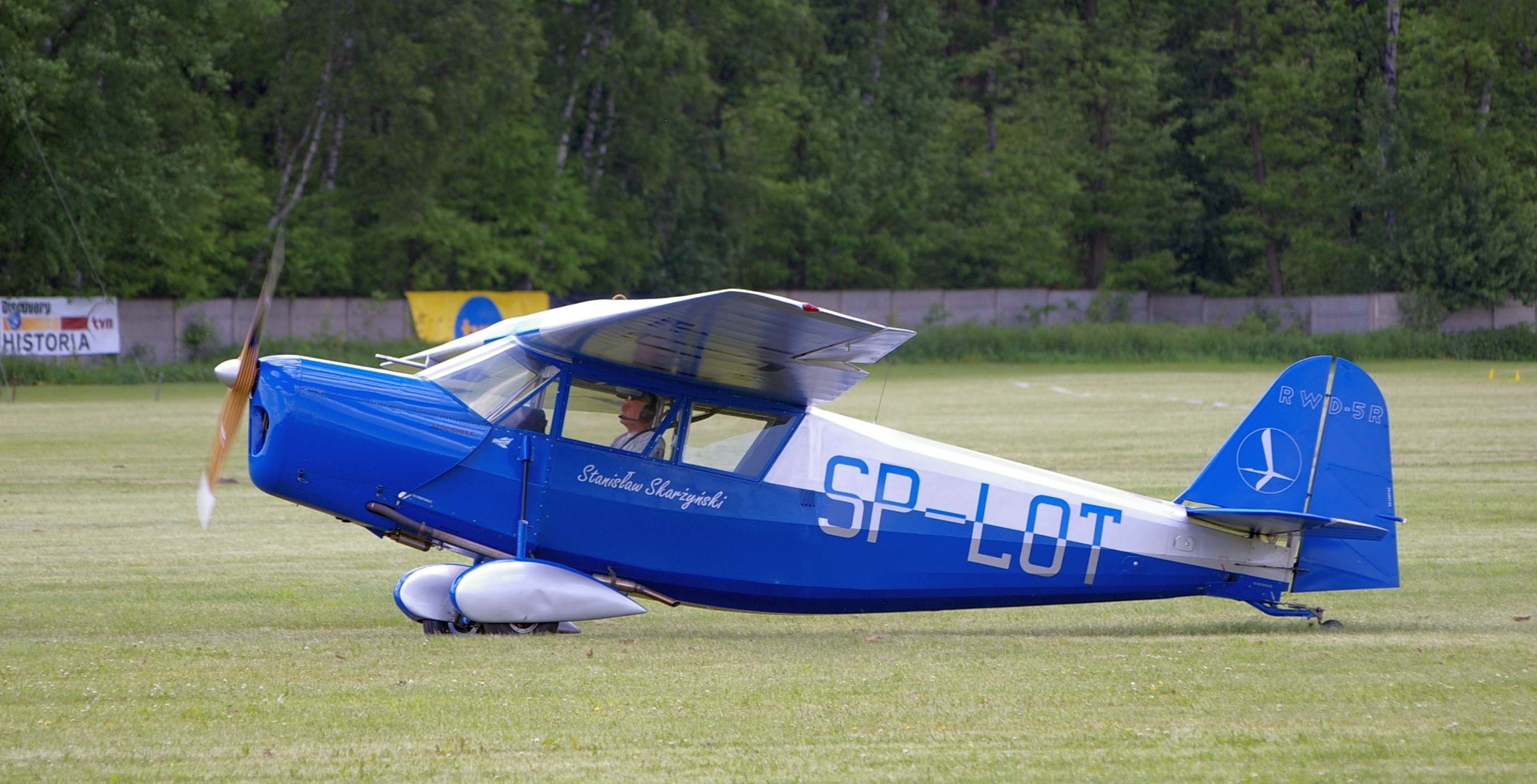
Replika RWD-5R "Stanisław Skarżyński"

## Uživatelé
- Polsko
  - LOT (letecká společnost, SP-LOT, později 12.4.1936 vymazán z rejstříku a prodán do Brazílie, kde létal s imatrikulací PP-TDX)[10]
  - LOPP (Liga obrany protiletecké a protiplynové, SP-LOP a SP-AJU)
  - polské aerokluby (Poznanski, Lubelski, Krakowski, Gdanski, Warszawski, Lwowski, Pomorski a Slaski)
- Brazílie
  - imatrikulace PP-TDX ze dne 24.10.1939, údajně rozebrán 30.11.1943, z rejstříku vymazán až 14.10.1968[14]

## Specifikace
Údaje pro RWD-5 dle

### Technické údaje
- Posádka: 2
- Rozpětí křídla: 10,20 m
- Délka: 7,20 m
- Výška: 2,05 m
- Nosná plocha: 15,50 m2
- Plošné zatížení: kg/m2
- Hmotnost prázdného letounu: 445 kg
- Vzletová hmotnost: 760 kg
- Pohonná jednotka: vzduchem chlazený řadový čtyřválcový motor Walter Junior
  - nominální výkon: 77,2 kW (105 k) při 2000 ot/min
  - vzletový výkon: 88,2 kW (120 k) při 2200 ot/min
- Vrtule: dřevěná, dvoulistá vrtule Szomański s pevnými listy

### Výkony
- Maximální rychlost: 202 km/h
- Cestovní rychlost: 170 km/h
- Přistávací rychlost: 75 km/h
- Dolet: 1080 km
- Vytrvalost: 5 h
- Dostup: 4 700 m
- Stoupavost: 4,6 m/s